# Trent McDuffie
Trent McDuffie (né le 13 septembre 2000 à Westminster en Californie) est un sportif professionnel américain de football américain jouant au poste de cornerback depuis la saison 2022 dans la National Football League (NFL).
Au niveau universitaire, il a joué pendant trois saisons dans la NCAA Division I FBS pour les Huskies de l'université de Washington avant d'être sélectionné en 21e choix global lors du premier tour de la draft 2022 de la NFL par la franchise des Chiefs de Kansas City.
Titulaire dès sa première saison avec les Chiefs, il remporte consécutivement les Super Bowls LVII et LVIII au cours de ses deux premières saisons professionnelles. Il participe même à un 3e Super Bowl consécutif qu'il perd cependant 22 à 40 contre les Eagles de Philadelphie au terme de sa saison 2024.

## Palmarès et récompenses

### En NCAA
- Sélectionné dans la 3e équipe All-American en 2021 ;
- Sélectionné dans la 1re équipe de la Conférence Pacific-12 (Pac-12) en 2021 ;
- Sélectionné dans la 2e équipe de la Pac-12 en 2020.

### En NFL
- Vainqueur des Super Bowls LVII et LVIII (saisons 2022 et 2023)
- Finaliste du Super Bowl LIX (saison 2024) ;
- Sélectionné dans la 1re équipe All-Pro (saison 2023) ;
- Sélectionné dans la 2e équipe  All-Pro (saison 2024).